# Йесан
Йесан (кор. 예산군?, 禮山郡?, Yesan-gun; устар. передача Еса́н) — уезд в провинции Чхунчхон-Намдо, Южная Корея.
В провинции находится главный храм буддийского ордена Чоге — Судокса. Главный зал храма — старейшее в Корее деревянное сооружение, зарегистрированное в списке Национальных сокровищ Кореи в год создания списка — 1962.